# Cova des Masdeu
La cova des Masdeu és un conjunt de dues coves naturals, emprades des de temps prehistòrics, situades al tall del torrent d'Alfàbia, a la possessió d'es Masdeu del municipi de Llucmajor, Mallorca. La cova més occidental és de forma trilobulada, de 8 m d'alçària, i amb dos nínxols, un al nord i l'altre al sud. L'entrada es troba parcialment coberta per un mur modern i s'ha emprat fins temps moderns per a usos ramaders. La cova oriental està situada a uns 20 m de l'altra, és poc fonda amb un fons regular excepte a la zona central que hom troba una part que sobresurt. Té un mur modern a l'entrada i va tenir el mateix ús que l'anterior.